# D. C. Fontana
Dorothy Catherine Fontana (Sussex, 25 de março de 1939 – 3 de dezembro de 2019), mais conhecida como D. C. Fontana, foi uma roteirista e editora de histórias norte-americana, mais famosa por seu trabalho nas séries da franquia Star Trek.

## Carreira
Fontana trabalhou como roteirista em algumas séries no início da década de 1960. Ela então trabalhou brevemente como secretária de Gene Roddenberry, sendo uma das primeiras pessoas a ver o conceito daquilo que se tornaria Star Trek em 1964, antes de se tornar uma das roteiristas do programa. O primeiro episódio que ela trabalhou foi "Charlie X", baseado em uma premissa concebida por Roddenberry intitulada "The Day Charlie Became God". Fontana escreveu vários episódios notáveis da série, como "This Side of Paradise" e "Journey to Babel". Também, depois da saída de Steven W. Carabatsos, ela foi promovida a editora de histórias desde "This Side of Paradise" até o final da segunda temporada do programa.
Ela deixou o cargo de editora de histórias antes da terceira temporada de Star Trek entrar em produção:
| “ | Eu tinha dito a Gene [Roddenberry] que não queria continuar em Star Trek como editora de histórias, porque eu queria trabalhar independentemente e escrever para outras séries. Eu, entretanto, queria continuar a fazer roteiros para Star Trek. Gene concordou com isso, e recebi um contrato em fevereiro de 1968 que me garantia três roteiros, com uma opção para mais três. | ” |

Quatro anos depois do final da série original de Star Trek, ela se tornou uma produtora associada e editora de histórias em Star Trek: The Animated Series, escrevendo o episódio "Yesteryear".
Anos mais tarde ela ajudou a lançar a terceira série de Star Trek, Star Trek: The Next Generation, co-escrevendo o episódio piloto "Encounter at Farpoint" com Roddenberry. Ele iria escrever mais quatro episódios para a série, além de ser creditada como produtora associada em treze episódios da primeira temporada do programa. Ela também co-escreveu com Peter Allan Fields o episódio "Dax" da primeira temporada de Star Trek: Deep Space Nine.
Fora de Star Trek, Fontana escreveu episódios para outras séries de ficção científica como Babylon 5, The Six Million Dollar Man e Earth: Final Conflict.

## Vida pessoal
Fontana foi casada com o artista de efeitos visuais Dennis Skotak, e morava em Los Angeles, Califórnia. Deu aulas de roteiro no American Film Institute.

## Morte
DC morreu em 3 de dezembro de 2019, em Los Angeles, aos 80 anos, após uma breve doença.